# The Colóns
The Colóns was een professioneel worstel tag team dat actief was in de World Wrestling Entertainment. Het team bestond uit Carlito en Primo.

## World Wrestling Entertainment

### Ontbonden
Na het verliezen van de Unified WWE Tag Team Championship aan Edge en Chris Jericho ging het tag team verder uit elkaar. Uiteindelijk na het verliezen van een paar wedstrijden ging het fout. Na een "Codebreaker" en gevolgd door een "Spear" op Primo en een pin verloren ze van Edge en Chris Jericho (geen titel match). Toen werd het Carlito te veel. Carlito viel zijn jongere broer aan en zo ging het tag team uit elkaar tijdens de aflevering van raw van 6 juli 2009.
Een week daarna in Raw daagde Primo Carlito uit. Carlito kwam niet maar The Miz kwam. Na verlies van The Miz (door afleiding van Carlito) kwam Carlito de ring in. Hij nam een hap van zijn appel en spuugde het in het gezicht van zijn broer, Primo, die op de grond lag.

### Reformatie
Tijdens een match van Carlito tegen Primo leek Carlito te gaan winnen met een "Backstabber", maar in plaats van de Backstabber te geven vroeg Carlito aan Primo om opnieuw een tag team te vormen. Primo vond het goed en samen liepen de gebroeders de ring uit.
Op 21 mei 10 werd het team ontbonden nadat het contract van Carlito niet werd verlengd.

## In worstelen
- Finishers en signature moves
  - Carlito
    - Backstabber / Backcracker (Double knee backbreaker)

  - Primo
    - Backstabber (Double knee backbreaker; overgenomen van Carlito)

- Managers
  - Brie Bella

## Kampioenschappen en prestaties
- Puerto Rico Wrestling
  - Tag Team of the Year (2008)

- World Wrestling Council
  - WWC World Tag Team Championship (1 keer)

- World Wrestling Entertainment
  - WWE World Tag Team Championship (1 keer)
  - WWE Tag Team Championship (1 keer)